# Янгон (річка)
Янгон, раніше — Рангун (бірм. ရန်ကုန်မြစ် — Янгоун) — річка в М'янмі, впадає в Андаманське море. Річка Янгон утворюється при злитті річок Пегу і М'імакха і являє собою фактично морський естуарій, що простягнувся від Янгона до затоки Моутама Андаманського моря. Річка судноплавна для морських суден і має важливе значення для економіки М'янми.
Канал Тунде пов'язує річку Янгон з дельтою Іраваді.